# ایستگاه پایه

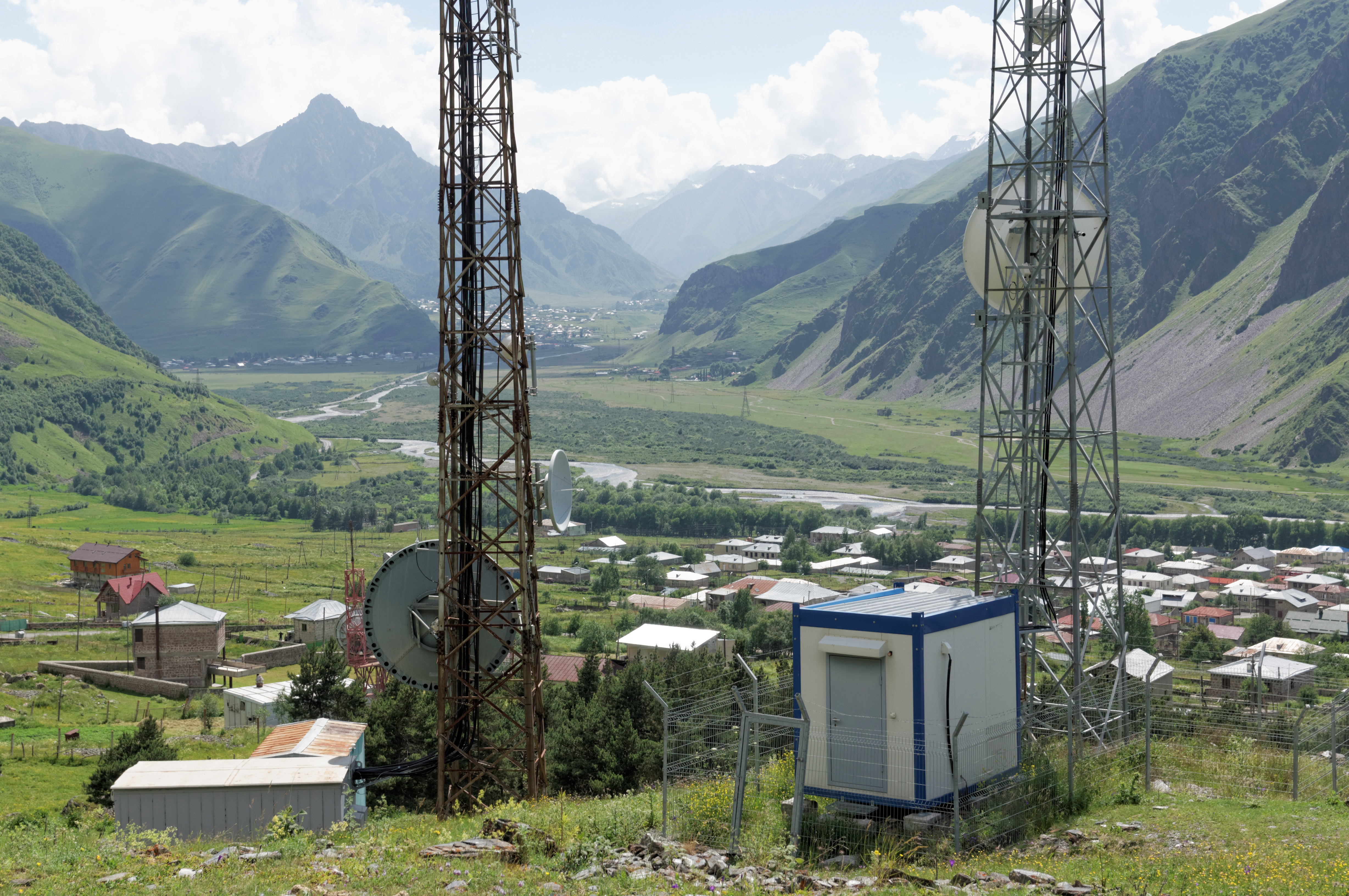
ایستگاه پایه

بر پایه تعریف مقررات بی‌سیم اتحادیه بین‌المللی مخابرات، ایستگاه پایه، ایستگاه زمینی است که برای خدمات زمینی سیار استفاده می‌شود.
از اصطلاح ایستگاه پایه در بحث‌های مخابرات سیار، مخابرات بی‌سیم، و دیگر گونه‌های ارتباط بی‌سیم وهمچنین نقشه‌برداری استفاده می‌شود. در نقشه‌برداری، ایستگاه پایه، یک ابزار راهیابی جی‌پی‌اس در یک موقعیت مکانی مشخص است. در مخابرات بی‌سیم، ایستگاه پایه، یک فرستنده-گیرنده است که چند دستگاه را به هم یا به یک شبکه بی‌سیم بزرگتر وصل می‌کند. در مخابرات سیار، ایستگاه سیار، ارتباط بین تلفن همراه و شبکه تلفن گسترده را برقرار می‌کند. در شبکه رایانه‌ای، ایستگاه پایه، گیرنده‌ای است که به عنوان سوئیچ رایانه‌های متصل به شبکه عمل کرده و احتمالاً آن رایانه را به شبکه محلی یا اینترنت وصل می‌کند. در یک ارتباط بی‌سیم معمول، ایستگاه پایه، می‌تواند به معنی هاب اتاق کنترل یک ناوگان، مانند تاکسی یا تحویل‌دهی باشد. همچنین در بحث ارتباط بی‌سیم معمول می‌تواند پایه شبکه رادیو ترانک زمینی باشد که حکومت و خدمات اورژانسی یا اتاقک رادیوی رادیوی باند شهروندان از آن استفاده می‌کنند.

## نقشه‌برداری
در نقشه‌برداری، ایستگاه پایه، یک ابزار راهیابی جی‌پی‌اس در یک موقعیت مکانی مشخص با دقت بالا است که از آن برای تصحیح اطلاعات بدست آمده از گیرنده‌های راهیابی سیار سامانه موقعیت‌یاب جهانی در اطراف ایستگاه پایه استفاده می‌شود. این تصحیح داده، امکان تصحیح انتشار و دیگر عوامل تاثیرگذار بر تعیین موقعیت مکانی بدست آمده از دیگر ایستگاه‌های سیار را می‌دهد که باعث افزایش چشمگیر دقت موقعیت مکانی و نتایج بدست آمده از گیرنده‌های تصحیح‌نشده سامانه موقعیت‌یاب جهانی می‌شود.

## شبکه رایانه‌ای
در زمینه شبکه بی‌سیم رایانه‌ای، ایستگاه پایه، یک فرستنده-گیرنده بی‌سیم است که به عنوان هاب شبکه محلی بی‌سیم کار می‌کند. همچنین ممکن است دروازه بین یک شبکه ایجاد شده با سیم و شبکه بی‌سیم باشد. ایستگاه پایه شبکه رایانه‌ای معمولاً از گیرنده کم‌توان و رهیاب بی‌سیم ساخته می‌شود.

## ارتباطات بی‌سیم
در ارتباطات رادیویی، ایستگاه پایه، ایستگاه ارتباطی بی‌سیم است که در یک موقعیت مکانی ثابت، قرار داده شده و برای برقراری ارتباط با یکی از روش‌های زیر استفاده می‌شود:
- سامانه بگیر و صحبت کن رادیو دوطرفه
- سامانه‌های رادیوتلفن مانند دسترسی چندگانه تقسیم کدی یا سایت سلولی با استاندارد سامانهٔ جهانی ارتباطات سیار (جی‌اس‌ام)
- شبکه رادیو ترانک زمینی